# Ludmila Javorová
Ludmila Javorová (ur. 31 stycznia 1932 w Brnie) – działaczka Kościoła podziemnego w Czechosłowacji, członkini tajnej wspólnoty katolickiej Koinótés, wikariusz generalny i asystentka biskupa Felixa Davídka

## Biografia
Pochodziła z miejscowości Chrlice (obecnie część miasta Brno). Urodziła się w religijnej rodzinie laboranta Františka Javory i jego żony Ludmily z domu Vrlowej, po której otrzymała imię. Jej ojciec pochodził z zamożnej morawskiej rodziny. Jednak wspierany przez matkę poświęcił się nauce i studiom gdyż uznał, że majątek ograniczy mu możliwości zdobywania wiedzy. Ludmiła była piątym dzieckiem w rodzinie, w sumie miała ośmiu braci i siostrę.
Jest jedyną znaną kobietą ze wspólnoty Koinótés, która otrzymała święcenia kapłańskie na mocy postanowień synodu w Kobeřicach.
Święcenia diakonatu i prezbiteriatu otrzymała 28 grudnia 1970 roku z rąk Felixa Davídka, a jedynym świadkiem był Leo Davídek, brat biskupa. Akt wyświęcenia miał miejsce w domu rodzinnym Davídków na przedmieściach Brna. Chwilę później Ludmila odprawiła pierwszą mszę. Postępowanie biskupa było podyktowane obawą hierarchy o dalsze istnienie Kościoła katolickiego w Czechosłowacji i ewentualnymi aresztowaniami kapłanów. Biskup wyświęcając Ludmilę Javorovą i kilka innych kobiet ze wspólnoty Koinótés chciał w ten sposób zabezpieczyć liczbę duchownych dla Kościoła podziemnego w Czechosłowacji.
Od lat 80. XX wieku jej przypadek był w zainteresowaniu władz Kościoła katolickiego. Stolica Apostolska nie wydawała jednak przez wiele lat oficjalnego stanowiska w sprawie. Dopiero w 1996 roku ogłoszono komunikat stwierdzający nieważność święceń kapłańskich kobiet udzielanych przez biskupów katolickich w Czechosłowackiej Republice Socjalistycznej oraz zabroniono pod karą ekskomuniki Ludmile Javorovej występowania w charakterze osoby duchownej.
W czasach służby dla Kościoła podziemnego w Czechosłowacji Ludmila Javorová nigdy nie wystąpiła w charakterze księdza celebransa. Uczestniczyła jednak w tajnych mszach koncelebrowanych. Po 1989 roku zaprzestała pełnienia funkcji kapłańskich. Udzielała się społecznie w diecezji brneńskiej. Była członkinią rady parafialnej parafii rzymskokatolickiej św. Cyryla i Metodego w Brnie-Židenicach.
2 kwietnia 2011 roku w Wiedniu została uhonorowana w grupie księży katolickich z Czech i Słowacji należących do podziemnego Kościoła w Czechosłowacji w okresie komunizmu nagrodą „Za Wolność w Kościele” nadawaną przez szwajcarską Fundację Herberta Haaga, kierowaną przez teologa Hansa Künga. Z powodu jej obecności na uroczystości do Wiednia nie przybył inny uhonorowany przez fundację duchowny – pomocniczy biskup praski Václav Malý.